# (12796) Kamenrider
(12796) Kamenrider (1995 WF) – planetoida z pasa głównego asteroid okrążająca Słońce w ciągu 3,69 lat w średniej odległości 2,39 j.a. Odkryta 16 listopada 1995 roku. Została nazwana na cześć serialu Kamen Rider.